# Bob Zmuda
Bob Zmuda, född 12 december 1949, är en amerikansk författare, komiker, skådespelare, regissör och filmproducent. Han skrev manus tillsammans med Andy Kaufman.

## Filmografi
- Andy's Funhouse (1977) TV (manus)
- D.C. Cab (1983) film (skådespelare)
- My Breakfast with Blassie (1983) film (skådespelare)
- I'm from Hollywood (1992) TV special
- Man on the Moon (1999) film (Bob Zmudas karaktär spelas av Paul Giamatti)
- The Number 23 (2007) film (skådespelare)